# El llarg Divendres Sant
El llarg Divendres Sant (títol original: The Long Good Friday) és una pel·lícula de gàngsters britànica de 1980 dirigida per John Mackenzie a partir d'un guió de Barrie Keeffe, protagonitzada per Bob Hoskins i Helen Mirren. Ambientada a Londres, la història teixeix esdeveniments i preocupacions de finals dels anys setanta, inclosa la corrupció política i policial de nivell mitjà i la recaptació de fons de l'IRA. El repartiment de suport compta amb Eddie Constantine, Dave King i Pierce Brosnan en el seu debut cinematogràfic. Està doblada al català.
La pel·lícula es va completar el 1979, però a causa dels retards, no va tenir una estrena general fins a principis de 1981. Va rebre crítiques positives de la crítica, i Bob Hoskins va ser nominat al premi BAFTA al millor actor en un paper principal i va guanyar un Evening Standard Film Award per la seva interpretació com el gàngster Harold Shand. Va ser votada al número 21 de la llista de les 100 millors pel·lícules britàniques del British Film Institute, i va proporcionar a Hoskins el seu paper de llançament. L'any 2016, la revista de cinema britànica Empire va classificar El llarg Divendres Sant en el lloc 19 de la seva llista de les 100 millors pel·lícules britàniques.

## Argument
Un home lliura diners a un destinatari desconegut a Belfast, i en el procés s'emporta una part dels diners en efectiu. Mentre els destinataris estan comptant els diners en una casa de camp, són atacats per pistolers uniformats. Poc després, en Phil, el conductor del lliurament, és segrestat i assassinat. Més tard, el repartidor, en Colin, també és assassinat en una piscina de Londres.
Harold Shand, un gàngster londinenc, aspira a convertir-se en un home de negocis legítim i està intentant formar una associació amb en Charlie, un mafiós estatunidenc, amb un pla per reurbanitzar els Docklands de Londres, en associació amb el cap de construcció local, el regidor Harris. El món d'en Shand es veu desestabilitzat de sobte per una sèrie d'atacs amb bombes a la seva propietat i assassinats dels seus associats, inclòs el seu vell amic Colin. Ell i els seus sequaços intenten descobrir la identitat dels seus atacants amenaçant agents de policia corruptes, informadors i altres delinqüents, alhora que intenten no preocupar els seus convidats, per por que els estatunidencs l'abandonin si pensen que no té el control. La xicota de Shand, la Victoria, diu als representants de la màfia que està sota l'atac d'un enemic desconegut, però els assegura que en Shand està treballant per resoldre ràpidament la crisi. Comença a sospitar que la mà dreta d'en Shand, en Jeff, sap més sobre qui està darrere dels atacs del que afirma.
Després d'una investigació, en Shand s'enfronta amb en Jeff, que confessa que sota la pressió del conseller Harris, va enviar a en Colin i en Phil a Belfast per lliurar diners a l'Exèrcit Republicà Irlandès Provisional (IRA) en nom d'en Harris. Explica que tres dels principals homes de l'IRA van ser assassinats la mateixa nit, després de lliurar els diners. En Shand s'adona que l'IRA ha arribat a la conclusió que els va vendre a les forces de seguretat i es va embutxacar els diners que faltaven per ell mateix, i s'apunten a la seva organització com a venjança. En Shand, prometent destruir l'organització terrorista de Londres, perd la paciència i mata en Jeff.
Després d'enfrontar-se amb en Harris, en Shand organitza una reunió amb el lideratge de l'IRA a Londres en un circuit de curses d'automòbils. Aparentment, els ofereix 60.000 lliures a canvi d'un alto el foc, però els fa doble joc i els dispara a ells i en Harris mentre estan comptant els diners. Creient que els seus enemics han mort i que el problema s'ha resolt, en Shand va a l' hotel Savoy per informar triomfant en Charlie i el seu assistent Tony, només per trobar que els estatunidencs es preparen per marxar, després d'haver estat espantats per la carnisseria. En resposta als seus comentaris irrisoris sobre el Regne Unit, Shand els renya per la seva arrogància i els considera covards.
En sortir de l'hotel, en Shand puja al seu cotxe amb xofer només per descobrir que ha estat requisat per assassins de l'IRA. Veu que la Victoria també és segrestada en un altre cotxe. Mentre el cotxe s'accelera cap a una destinació desconeguda, en Shand contempla la inevitabilitat del seu destí.

## Repartiment
- Bob Hoskins com Harold Shand
- Helen Mirren com Victoria
- Dave King com Parky
- Bryan Marshall com regidor George Harris
- Derek Thompson com Jeff
- Eddie Constantine com Charlie
- Paul Freeman com Colin
- P. H. Moriarty com Razors
- Brian Hall com Alan
- Alan Ford com Jack
- Paul Barber com Erroll
- Pauline Melville com Dora
- Nigel Humphreys com Dave
- Karl Howman com David
- Gillian Taylforth com Sherry
- George Coulouris com Gus
- Trevor Laird com Jim
- Roy Alon com capità mort
- Tony Rohr com O'Flaherty
- Pierce Brosnan com Daragh O'Malley
- Dexter Fletcher com noi
- Kevin McNally com jove irlandès
- Susie Silvey com xicota de l'Erroll (sense acreditar)

## Producció
La pel·lícula va ser dirigida per John Mackenzie i produïda per 930.000 lliures per Barry Hanson a partir d'un guió de Barrie Keeffe, amb una banda sonora del compositor Francis Monkman; es va projectar als Festivals de Cinema de Cannes, Edimburg i Londres l'any 1980.
Sota el títol The Paddy Factor, la història original havia estat escrita per Keeffe per a Hanson quan aquest treballava per a Euston Films, una subsidiària de Thames Television. Euston no va fer la pel·lícula, però Hanson va comprar els drets a Euston per a la seva pròpia empresa Calendar Films. Tot i que Hanson va dissenyar la pel·lícula per al cinema i tots els contractes es van negociar en virtut d'una pel·lícula, el no d'un acord de televisió, la producció va ser finalment finançada per Black Lion, una subsidiària d'ITC Entertainment de Lew Grade per a la transmissió a través de l'ATV de Grade a la xarxa ITV. La pel·lícula va ser encarregada per Charles Denton, a l'època alhora controlador de programes d'ATV i director general de Black Lion. Després que Grade va veure la pel·lícula acabada, suposadament es va oposar al que va veure com la glorificació de l'IRA.
La pel·lícula estava programada per ser televisada amb grans retallades el 24 de març de 1981. A causa de les retallades previstes, a finals de 1980, Hanson va intentar tornar a comprar la pel·lícula a ITC per evitar que aquesta la projectés. Els retalls, va dir, serien "execrables" i sumaven "uns 75 minuts de pel·lícula que van ser una tonteria literal".
Abans de la transmissió d'ITV prevista, els drets de la pel·lícula van ser comprats a ITC per l'empresa de George Harrison, HandMade Films, per unes 200.000 £ menys que els costos de producció. Va donar a la pel·lícula una estrena al cinema.

### Càsting
El paper de Harold Shand va ser escrit específicament pensant en Bob Hoskins. El 1981, es va informar que Hoskins estava demandant tant Black Lion com Calendar Films per evitar el seu llançament previst d'una versió per a la televisió estatunidenca en què la veu de Hoskins seria doblada per l'actor anglès de Midlands David Daker. Finalment, la veu d'Hoskins no va ser doblada.
El llarg Divendres Sant va ser el debut cinematogràfic de Pierce Brosnan, llavors amb 25 anys. També va ser el paper final de George Coulouris.

## Llegat
La icònica escena final es va fer referència més tard a les pel·lícules Michael Clayton (2007) i The Gentlemen (2019), així com al final de la sèrie de televisió Brian Pern (2017).